# Leptoneta taeguensis
Leptoneta taeguensis là một loài nhện trong họ Leptonetidae.
Loài này thuộc chi Leptoneta. Leptoneta taeguensis được miêu tả năm 1985 bởi Paik.